# Liste des épisodes de Catfish : fausse identité
Cet article présente la liste des épisodes de l'émission de docu-réalité américaine Catfish : fausse identité, diffusée depuis le 12 novembre 2012 sur MTV.
En France, elle est diffusée depuis le 17 novembre 2013 sur la version française de la chaîne.

## Panorama des saisons
| Saison          | Saison | Épisodes | Épisodes | États-Unis       | États-Unis        | France            | France           | Asie              | Asie            |
| Saison          | Saison | Épisodes | Épisodes | Début de saison  | Fin de saison     | Début de saison   | Fin de saison    | Début de saison   | Fin de saison   |
| --------------- | ------ | -------- | -------- | ---------------- | ----------------- | ----------------- | ---------------- | ----------------- | --------------- |
|                 | 1      | 12       | 12       | 12 novembre 2012 | 25 février 2013   | 17 novembre 2013  | 18 mai 2014      | 5 juin 2014       | 14 août 2014    |
|                 | 2      | 16       | 16       | 25 juin 2013     | 15 octobre 2013   | 5 octobre 2014    | 25 juin 2015     | 9 octobre 2014    | 9 avril 2015    |
| 2 novembre 2014 | 2      | 16       | 16       | 25 juin 2013     | 15 octobre 2013   |                   | 25 juin 2015     | 9 octobre 2014    | 9 avril 2015    |
|                 | 3      | 10       | 10       | 7 mai 2014       | 9 juillet 2014    | 26 juin 2015      | 6 avril 2016     | 6 août 2015       | 29 octobre 2015 |
|                 | 4      | 19       | 19       | 25 février 2015  | 30 août 2015      | 9 avril 2016      | 30 juin 2016     | 9 novembre 2015   | 3 décembre 2015 |
|                 | 5      | 20       | 12       | 24 février 2016  | 11 mai 2016       | 26 septembre 2016 | 27 octobre 2016  | 22 septembre 2016 | 20 octobre 2016 |
|                 | 5      | 20       | 8        | 10 août 2016     | 21 septembre 2016 | 3 novembre 2016   | 22 février 2017  | 14 janvier 2017   | 15 avril 2017   |
|                 | 6      | 20       | 20       | 1er mars 2017    | 30 août 2017      | 14 juin 2017      | 15 décembre 2017 | 22 avril 2017     | 7 décembre 2019 |
|                 | 7      | 40       | 40       | 3 janvier 2018   | 7 mars 2018       | 27 janvier 2018   | 30 novembre 2019 | 14 décembre 2019  | 11 avril 2020   |
|                 | 8      | en cours | en cours | 9 janvier 2020   | À venir           | 31 janvier 2020   | en cours         | 20 juillet 2020   | en cours        |

## Liste des épisodes

### Première saison (2012-2013/USA, 2013-2014/France, 2014/Asie)
| N°        | #         | Titre             | Première diffusion | Audiences (en millions) |
| --------- | --------- | ----------------- | ------------------ | ----------------------- |
| 1         | 1         | Sunny & Jamison   | 12 novembre 2012   | 2,68                    |
| 2         | 2         | Trina & Scorpio   | 19 novembre 2012   | 2,74                    |
| 3         | 3         | Kim & Matt        | 26 novembre 2012   | 2,61                    |
| 4         | 4         | Jasmine & Mike    | 3 décembre 2012    | 2,23                    |
| 5         | 5         | Jarrod & Abby     | 10 décembre 2012   | 2,41                    |
| 6         | 6         | Kya & Alyx        | 17 décembre 2012   | 2,07                    |
| 7         | 7         | Joe & Kari Ann    | 7 janvier 2013     | 2,52                    |
| 8         | 8         | Tyler & Amanda    | 14 janvier 2013    | 2,17                    |
| 9         | 9         | Rod & Ebony       | 21 janvier 2013    | 2,75                    |
| 10        | 10        | Rico & Ja'mari    | 28 janvier 2013    | 2,27                    |
| 11        | 11        | Mike & Felicia    | 18 janvier 2013    | 2,37                    |
| 12        | 12        | Stephanie & David | 22 février 2013    | -                       |
| Spécial 1 | Spécial 1 | The Reunion Show  | 25 février 2013    | 1,95                    |

### Deuxième saison (2013/USA, 2014-2015/Europe)
| N°        | #         | Titre                         | Première diffusion | Audiences (en millions) |
| --------- | --------- | ----------------------------- | ------------------ | ----------------------- |
| 13        | 1         | Cassie & Steve                | 25 juin 2013       | 2,50                    |
| 14        | 2         | Anthony and Marq              | 2 juillet 2013     | 1,76                    |
| 15        | 3         | Ramon & Paola                 | 9 juillet 2013     | 2,16                    |
| 16        | 4         | Lauren & Derek                | 16 juillet 2013    | 2,36                    |
| 17        | 5         | Dorion & Jeszica              | 23 juillet 2013    | 2,28                    |
| 18        | 6         | Jen & Skylar                  | 30 juillet 2013    | 2,14                    |
| 19        | 7         | Mike & Kristen                | 6 août 2013        | 1,57                    |
| Spécial 2 | Spécial 1 | Midseason Reunion             | 13 août 2013       | 0,97                    |
| 20        | 8         | Jesse & Brian                 | 20 août 2013       | 1,82                    |
| 21        | 9         | Artis & Jess                  | 27 août 2013       | 2,01                    |
| 22        | 10        | Ashley & Mike                 | 3 septembre 2013   | 1,74                    |
| 23        | 11        | Aaliyah & Alicia              | 10 septembre 2013  | 1,61                    |
| 24        | 12        | Nick & Melissa                | 24 septembre 2013  | 1,21                    |
| 25        | 13        | Derek & Kristen               | 1er octobre 2013   | 0,95                    |
| 26        | 14        | Keyonnah & Bow Wow            | 8 octobre 2013     | 1,88                    |
| Spécial 2 | Spécial 2 | Catfish Saison 2 : Last Hooks | 13 octobre 2013    | 0,81                    |
| 27        | 15        | Mike & Caroline               | 15 octobre 2013    | 1,81                    |
| 28        | 16        | Catfish : The Reunion Show 2  | 15 octobre 2013    | 1,25                    |

### Troisième saison (2014/USA, 2015-2016/Europe)
| N°        | #         | Titre                                 | Première diffusion | Audiences (en millions) |
| --------- | --------- | ------------------------------------- | ------------------ | ----------------------- |
| 29        | 1         | Craig & Zoe                           | 7 mai 2014         | 2,05                    |
| 30        | 2         | Antwane & Tony                        | 14 mai 2014        | 1,55                    |
| 31        | 3         | Antoinette & Albert                   | 21 mai 2014        | 1,73                    |
| 32        | 4         | Lucille & Kidd Cole                   | 28 mai 2014        | 1,69                    |
| 33        | 5         | Tracie & Sammie                       | 4 juin 2014        | 1,56                    |
| 34        | 6         | John & Kelsey                         | 11 juin 2014       | 1,36                    |
| 35        | 7         | Solana & Elijah                       | 18 juin 2014       | 1,83                    |
| 36        | 8         | Miranda & Cameryn                     | 25 juin 2014       | 1,59                    |
| 37        | 9         | Jeff & Megan                          | 2 juillet 2014     | 1,52                    |
| Spécial 3 | Spécial 1 | Blake & Kiersten (aka Blake & Kendra) | 8 juillet 2014     | 1,32                    |
| 38        | 10        | Bianca & Brogan                       | 9 juillet 2014     | 1,70                    |

### Quatrième saison (2015/USA & Asie, 2016/France)
| N°        | #         | Titre                | Première diffusion | Audiences (en millions) |
| --------- | --------- | -------------------- | ------------------ | ----------------------- |
| 39        | 1         | Miracle & Javonni    | 25 février 2015    | 1,41                    |
| 40        | 2         | Courtney & Isaak     | 4 mars 2015        | 0,96                    |
| 41        | 3         | Harold & Armani      | 11 mars 2015       | 1,03                    |
| 42        | 4         | Daisy & Marcus       | 18 mars 2015       | 1,35                    |
| 43        | 5         | Chitara & Priscilla  | 25 mars 2015       | 1,09                    |
| 44        | 6         | Felipe & Jasmin      | 1er avril 2015     | 1,13                    |
| 45        | 7         | Whitney & Bre        | 12 avril 2015      | 1,00                    |
| Spécial 4 | Spécial 1 | Stephanie & David    | 8 avril 2015       | 1,03                    |
| 46        | 8         | Jamey & Ari          | 22 avril 2015      | 1,15                    |
| 47        | 9         | Blaire & Markie      | 29 avril 2015      | 0,92                    |
| 48        | 10        | Steven & Samm        | 6 mai 2015         | 0,93                    |
| Spécial 5 | Spécial 2 | Where Are They Now ? | 13 mai 2015        | 0,82                    |
| 49        | 11        | Tiana & James        | 8 juillet 2015     | 1,02                    |
| 50        | 12        | Falesha & Jacqueline | 15 juillet 2015    | 0,73                    |
| 51        | 13        | Prophet & Trinity    | 22 juillet 2015    | 0,94                    |
| 52        | 14        | Thad & Sara          | 29 juillet 2015    | 1,06                    |
| 53        | 15        | Andria & David       | 5 août 2015        | 0,90                    |
| 54        | 16        | Ayissha & Sydney     | 12 août 2015       | 0,50                    |
| 55        | 17        | Hundra & Emily       | 19 août 2015       | -                       |
| 56        | 18        | Devan & Rylan        | 26 août 2015       | -                       |
| 57        | 19        | Brittany & Bryon     | 30 août 2015       | -                       |

### Cinquième saison (2016/USA, 2016-2017/Europe)

#### Saison 5A
| N°        | #         | Titre                  | Première diffusion | Audiences (en millions) |
| --------- | --------- | ---------------------- | ------------------ | ----------------------- |
| 58        | 1         | Dejay, Malik & Josiah  | 24 février 2016    | 0,77                    |
| 59        | 2         | Jeanette & Derick      | 2 mars 2016        | 0,76                    |
| 60        | 3         | Leuh & Justin          | 9 mars 2016        | 0,83                    |
| Spécial 6 | Spécial 1 | Best Moments Ever      | 16 mars 2016       | 0,43                    |
| 61        | 4         | Brendan & McKenna      | 17 mars 2016       | 0,77                    |
| 62        | 5         | Jaylin & Ja'la         | 23 mars 2016       | 1,00                    |
| 63        | 6         | Michael & Chanelle     | 30 mars 2016       | 0,82                    |
| 64        | 7         | Ray & Lexi             | 6 avril 2016       | 0,93                    |
| 65        | 8         | Joanna & Bo            | 13 avril 2016      | 0,98                    |
| 66        | 9         | Tyreme & Tomorrow      | 20 avril 2016      | 0,90                    |
| Spécial 7 | Spécial 2 | The Ones That Got Away | 20 avril 2016      | 0,72                    |
| 67        | 10        | Kayla & Courtney       | 27 avril 2016      | 1,01                    |
| 68        | 11        | Paris & Tara           | 4 mai 2016         | 0,76                    |
| 69        | 12        | Vince & Alyssa         | 11 mai 2016        | 0,66                    |

#### Saison 5B
| N° | #  | Titre                 | Première diffusion | Audiences (en millions) |
| -- | -- | --------------------- | ------------------ | ----------------------- |
| 70 | 13 | Lucas & Many          | 10 avril 2016      | 0,90                    |
| 71 | 14 | Larissa & Anthony     | 10 avril 2016      | 0,81                    |
| 72 | 15 | Spencer & Katy        | 17 août 2016       | 0,74                    |
| 73 | 16 | Candic & Titus        | 24 août 2016       | 0,88                    |
| 74 | 17 | Andrea, Alex & Andrea | 31 août 2016       | 0,65                    |
| 75 | 18 | Catherine & Graham    | 7 septembre 2016   | 0,77                    |
| 76 | 19 | Luis & Sydney         | 14 septembre 2016  | 0,66                    |
| 77 | 20 | Andrew & Zack         | 21 septembre 2016  | 0,62                    |

### Sixième saison (2017/USA & France, 2017-2019/Asie)
| N°         | #         | Titre                             | Première diffusion | Audiences (en millions) |
| ---------- | --------- | --------------------------------- | ------------------ | ----------------------- |
| Spécial 8  | Spécial 1 | Top Ten Holy Shit Catfish Moments | 25 février 2017    | -                       |
| Spécial 9  | Spécial 2 | Hooked On Love                    | 25 février 2017    | -                       |
| 78         | 1         | Shawny & Jack                     | 1er mars 2017      | -                       |
| 79         | 2         | Alante & Nevaeh                   | 8 mars 2017        | -                       |
| 80         | 3         | Danny & Rosa                      | 15 mars 2017       | -                       |
| 81         | 4         | Telizza & Shai                    | 22 mars 2017       | -                       |
| 82         | 5         | Marvin & Austin                   | 29 mars 2017       | -                       |
| 83         | 6         | Mecca & Tanner                    | 5 avril 2017       | -                       |
| 84         | 7         | Yasmine & Lewis                   | 12 avril 2017      | -                       |
| 85         | 8         | Kailani & Sam                     | 19 avril 2017      | -                       |
| 86         | 9         | Ari & Lanum                       | 26 avril 2017      | -                       |
| 87         | 10        | Dylan & Ally                      | 3 mai 2017         |                         |
| 88         | 11        | Colleen & Tony                    | 10 mai 2017        | -                       |
| 89         | 12        | Open Investigation                | 17 mai 2017        | -                       |
| Spécial 10 | Spécial 3 | Still Hooked                      | 24 mai 2017        | -                       |
| Spécial 11 | Spécial 4 | The Untold Stories                | 31 mai 2017        | -                       |
| Spécial 12 | Spécial 5 | The Untold Stories                | 7 juin 2017        | -                       |
| Spécial 13 | Spécial 6 | It's a Cat Cat Cat Catfish World  | 28 juin 2017       | -                       |
| 90         | 13        | Johnny & Connor                   | 28 juin 2017       | -                       |
| 91         | 14        | Kelsie & Brandon                  | 5 juillet 2017     | -                       |
| 92         | 15        | April & Dean                      | 12 juillet 2017    | -                       |
| 93         | 16        | Robert & Ashleigh                 | 19 juillet 2017    | -                       |
| 94         | 17        | Robin & Wayne                     | 29 juillet 2017    | -                       |
| Spécial 14 | Spécial 7 | Liar Liar Catfish On Fire         | 2 août 2017        | -                       |
| Spécial 15 | Spécial 8 | When Catfish Broke The Internet   | 9 août 2017        | -                       |
| 95         | 18        | Nicole & Nicole                   | 16 août 2017       | -                       |
| 96         | 19        | Jose & Jay                        | 23 août 2017       | -                       |
| 97         | 20        | Caitlyn & Kenton                  | 30 août 2017       | -                       |
| Spécial 16 | Spécial 9 | What Kind of Catfish Are You ?    | 6 juillet 2017     | -                       |

### Septième saison (2018-2019/USA & France, 2019-2020/Asie)
| N°         | #          | Titre                                                                 | Première diffusion | Audiences (en millions) |
| ---------- | ---------- | --------------------------------------------------------------------- | ------------------ | ----------------------- |
| Spécial 17 | Spécial 1  | To Catch A Catfish                                                    | 27 décembre 2017   | 0,41                    |
| 98         | 1          | Sheklia & Talli                                                       | 3 janvier 2018     | 0,59                    |
| 99         | 2          | Alyssa & Tyler                                                        | 10 janvier 2018    | 0,72                    |
| 100        | 3          | Kim & Matt                                                            | 17 janvier 2018    | 0,66                    |
| 101        | 4          | Lawrence & Cierra                                                     | 24 janvier 2018    | 0,68                    |
| 102        | 5          | Mary & Adam                                                           | 31 janvier 2018    | 0,53                    |
| 103        | 6          | Zak & Garrett                                                         | 7 février 2018     | 0,60                    |
| 104        | 7          | Traves & Candy                                                        | 14 février 2018    | 0,53                    |
| 105        | 8          | Mandy & Jose                                                          | 21 février 2018    | 0,65                    |
| 106        | 9          | Infiniti & Dave                                                       | 28 février 2018    | 0,59                    |
| 107        | 10         | Dylan & Savenia                                                       | 7 mars 2018        | 0,66                    |
| Spécial 18 | Spécial 2  | Catfish Keeps it 100 : Dear Nev & Max                                 | 14 mars 2018       | 0,33                    |
| Spécial 19 | Spécial 3  | Catfish Keeps it 100 : The Young and the Catfished                    | 4 avril 2018       | 0,39                    |
| Spécial 20 | Spécial 4  | Catfish Keeps it 100 : Catfish Breaks the Internet Again              | 11 avril 2018      | 0,26                    |
| Spécial 21 | Spécial 5  | Catfish Keeps it 100: The Aftershock                                  | 18 avril 2018      | 0,38                    |
| Spécial 22 | Spécial 6  | Catfish Keeps it 100 : Top 10 Most Wanted                             | 25 avril 2018      | 0,28                    |
| Spécial 23 | Spécial 7  | Catfish Keeps it 100 : Charlamagne's Favorite Fucking Catfish Moments | 4 mai 2018         | 0,19                    |
| Spécial 24 | Spécial 8  | Catfish Keeps it 100 : Creepy Catfish Countdown                       | 11 mai 2018        | -                       |
| 108        | 11         | Kiaira & Cortney                                                      | 11 juillet 2018    | 0,74                    |
| 109        | 12         | Nina & Jon                                                            | 11 juillet 2018    | 0,62                    |
| 110        | 13         | Angel & Jordan                                                        | 18 juillet 2018    | 0,66                    |
| Spécial 25 | Spécial 9  | Catfish : Trolls                                                      | 18 juillet 2018    | 0,57                    |
| 111        | 14         | Breana & Josh                                                         | 25 juillet 2018    | 0,66                    |
| 112        | 15         | Chelsea & Charles                                                     | 1er août 2018      | 0,58                    |
| 113        | 16         | Nae & Brandon                                                         | 8 août 2018        | 0,60                    |
| 114        | 17         | Derek & Annabelle                                                     | 15 août 2018       | 0,63                    |
| Spécial 26 | Spécial 10 | Catfish Keeps it 100 : Where Are They Now ?                           | 22 août 2018       | 0,50                    |
| 115        | 18         | Nick & Jasmine                                                        | 29 août 2018       | 0,64                    |
| 116        | 19         | Mike & Joey                                                           | 28 novembre 2018   | 0,51                    |
| 117        | 20         | Rachael & Vance                                                       | 5 décembre 2018    | 0,58                    |
| 118        | 21         | Sheila & Rich Dollaz                                                  | 12 décembre 2018   | 0,61                    |
| 119        | 22         | Chelsea & Lennie                                                      | 19 décembre 2018   | 0,54                    |
| 120        | 23         | Truth & Ray'Quan                                                      | 26 décembre 2018   | 0,59                    |
| 121        | 24         | Shakinah & Chris                                                      | 2 janvier 2019     | 0,56                    |
| 122        | 25         | Dallas & Safari                                                       | 2 janvier 2019     | 0,52                    |
| 123        | 26         | Aubri & Brian                                                         | 9 janvier 2019     | 0,53                    |
| 124        | 27         | Nique & Alice                                                         | 16 janvier 2019    | 0,50                    |
| 125        | 28         | Deven & James                                                         | 23 janvier 2019    | 0,45                    |
| 126        | 29         | Mathan & Leah                                                         | 12 juin 2019       | 0,54                    |
| 127        | 30         | Kristina & Faith                                                      | 19 juin 2019       | 0,49                    |
| 128        | 31         | Oceanna & Nelly                                                       | 26 juin 2019       | 0,34                    |
| 129        | 32         | Angel & Remy                                                          | 3 juillet 2019     | 0,41                    |
| 130        | 33         | Kaden & Adriana                                                       | 10 juillet 2019    | 0,48                    |
| 131        | 34         | Taylor & Christian                                                    | 17 juillet 2019    | 0,62                    |
| 132        | 35         | Matthew & Chance                                                      | 24 juillet 2019    | 0,57                    |
| 133        | 36         | Shirlene & James                                                      | 31 juillet 2019    | 0,55                    |
| 134        | 37         | CJ & Shana                                                            | 7 août 2019        | 0,52                    |
| 135        | 38         | Tristyn & Lara                                                        | 7 août 2019        | 0,54                    |
| 136        | 39         | Cherie & Avion                                                        | 14 août 2019       | 0,56                    |
| 137        | 40         | Angel & Antonio                                                       | 21 août 2019       | 0,44                    |

### Huitième saison (2020-présent)
| N°  | #  | Titre               | Première diffusion | Audiences (en millions) |
| --- | -- | ------------------- | ------------------ | ----------------------- |
| 138 | 1  | Red & Jalissa       | 8 janvier 2020     | 0,48                    |
| 139 | 2  | Antonnio & Alfred   | 15 janvier 2020    | 0,46                    |
| 140 | 3  | Sparkayla & Maritha | 22 janvier 2020    | 0,46                    |
| 141 | 4  | Jesus & Alexis      | 29 janvier 2020    | 0,50                    |
| 142 | 5  | Joseph & Sabrina    | 5 février 2020     | 0,39                    |
| 143 | 6  | William & Jamie     | 12 février 2020    | 0,41                    |
| 144 | 7  | Danielle & BJ       | 19 février 2020    | 0,43                    |
| 145 | 8  | DeJohn & Cashay     | 26 février 2020    | 0,43                    |
| 146 | 9  | Aaliyah & Jaquan    | 4 mars 2020        | 0,40                    |
| 147 | 10 | Gemini & Myranda    | 11 mars 2020       | 0,42                    |
| 148 | 11 | Jason & Keith       | 5 août 2020        | 0,46                    |
| 149 | 12 | Kristen & Sarah     | 12 août 2020       | 0,30                    |
| 150 | 13 | Dre & Casey         | 19 août 2020       | 0,36                    |
| 151 | 14 | Dustin & Keegan     | 26 août 2020       | 0,34                    |
| 152 | 15 | Kirsten & Alex      | 2 septembre 2020   | 0,36                    |
| 153 | 16 | Stephanie & Danny   | 9 septembre 2020   | 0,38                    |
| 154 | 17 | Zay & Jayda         | 16 septembre 2020  | 0,35                    |
| 155 | 18 | Ryan & Micah        | 23 septembre 2020  | 0,37                    |
| 156 | 19 | Daniela & Jose      | 7 octobre 2020     | 0,35                    |
| 157 | 20 | Brooklyn & Jason    | 14 octobre 2020    | 0,48                    |